# Mantispa rufescens
Mantispa rufescens är en insektsart som beskrevs av Pierre André Latreille 1807. Mantispa rufescens ingår i släktet Mantispa och familjen fångsländor. Inga underarter finns listade i Catalogue of Life.